# Le Planquay
 Le Planquay  là một xã thuộc tỉnh Eure trong vùng Normandie miền bắc nước Pháp.